# 가지타 다카아키
가지타 다카아키(일본어: 梶田 隆章, 1959년 3월 9일 ~ )는 일본의 물리학자, 천문학자이다.
도쿄 대학 탁월교수, 도쿄 대학 특별영예교수, 도쿄 대학 우주선연구소장·교수 겸 동 연구소 부속 우주 중성미자 관측 정보 융합 센터장, 우주 물리 수학 연구소 주임연구원, 도쿄 이과대학 이공학부 물리학과 비상근 강사이다. 전문은 중성미자 연구이며 학위는 이학박사이다. 2015년에 중성미자 진동 현상을 발견한 공로로 아서 B. 맥도널드와 함께 노벨 물리학상을 수상했다. 2017년부터 아사히상 선정위원을 맡고 있으며 2020년부터 2023년까지 일본 학술 회의 회장(제25기)을 맡았다. 사이타마현 히가시마쓰야마시 출신이다.

## 인물

### 학창 시절
1959년 3월 9일, 사이타마현 히가시마쓰야마시의 농가에서 태어났다. 유년 시절부터 특히 자연에 흥미가 있던 것은 아니었지만 독서를 좋아했고, 부모에게 ‘오차노미즈 박사(お茶の水博士 →차의 물박사)가 되고 싶다’라고 말한 적도 있었다.
암기보다 생각하는 공부를 좋아하고, 고등학교 수업에서는 물리, 생물, 세계사, 일본사 등에 흥미를 가졌으며 특히 지학을 좋아했다. 서툰 과목은 고문과 한문이었다. 중학교 시절의 신장은 150cm 정도였지만 고등학교에 들어와서는 180cm를 넘을 정도로 성장했다.
사이타마 대학에서 물리학을 전공하여 소립자에 대한 흥미를 갖게 됐다. 연구자가 될 자신은 없어서 공부는 그다지 하진 않았지만 대학 3학년 때 대학원에 진학하는 것을 결심했다. 성적은 초등학교와 중학교 시절에 벼락치기 공부할 정도의 최상위 수준이었지만 사이타마현내에서 진학이 잘 되는 학교인 고등학교에서는 중하위권 정도였으며 대학 시절에는 고등학교 시절부터 계속해왔던 궁도부 활동에만 열중하면서 대학원 입시는 전혀 풀리지 않았다고 한다. 부인과는 사이타마 대학 궁도부에서 3학년 때 모두 부장을 맡았고 대학원에서는 연구에만 몰두하게 됐다.

### 대학원 시절
사이타마 대학 이학부를 졸업하고 도쿄 대학 대학원 이학계 연구과에 진학했다. 고시바 마사토시 연구실에 소속돼 이때부터 고시바, 도쓰카 요지 밑에서 우주선 연구에 종사했다. 특히 소립자에 관심이 많았던 것은 아니었지만 ‘왠지 모르게 흥미가 있었다’라는 이유로 연구실을 택했다고 한다.

## 연구 실적
중성미자 연구를 시작한 것은 도쿄 대학 이학부 부속 소립자 물리 국제 연구 센터 조수가 된 직후인 1986년이다. 중성미자의 관측 수가 이론적 예측과 비교하여 크게 부족하다는 것을 느끼면서 그것이 중성미자 진동에 의한 것이라고 추측했다. 중성미자 진동이란 중성미자가 도중에 다른 종류의 중성미자로 변화하는 현상으로, 중성미자에 질량이 있다는 것을 증명한 것이다. 이것을 확실하게 증명하기 위해서는 방대한 관측 데이터가 필요하므로 기후현 가미오카정(현: 히다시)에 있는 중성미자 관측 장치인 가미오칸데를 이용해서 관측을 시작했다. 전환점이 된 것은 가미오칸데보다 용적이 15배나 큰 슈퍼 가미오칸데가 1996년에 완성되면서 관측 데이터가 비약적으로 증가한 것이었다.
1996년부터 슈퍼 가미오칸데로 대기 중성미자를 관측하여 중성미자가 질량을 가지고 있다는 것을 확인하고 1998년에 중성미자 물리학·우주물리학 국제 회의에서 발표됐다. 이듬해 1999년에는 제45회 니시나 기념상을 수상했는데 이러한 성과는 모두 연구진에 의한 연구 덕분이라고 말했다. 2015년에는 아서 B. 맥도널드와 함께 노벨 물리학상을 수상했는데 노벨 물리학상 수상 이유는 ‘중성미자가 질량을 가지고 있다는 것을 증명하는 중성미자 진동의 발견’이다. 같은 해 노벨 생리학·의학상을 수상한 오무라 사토시와 함께 문화훈장을 받았다.
2015년에 가지타의 노벨 물리학상 수상 이유가 된 ‘중성미자가 질량을 가지고 있다는 것을 증명하는 중성미자 진동의 발견’은 가지타의 선배이자 스승이기도 한 도쓰카 요지를 중심으로 이뤄진 연구 덕분이며, 가지타는 도쓰카의 후계자로서 노벨 물리학상을 수상하는 모양새가 됐지만 도쓰카 본인은 2008년에 암으로 사망했기 때문에 만약 도쓰카가 살아있었다면 가지타와의 공동 수상을 했을지도 모른다며 아쉬워 하는 이도 있었다. 가지타 자신도 노벨 물리학상 수상 발표 당시의 기자회견에서 ‘도쓰카씨가 살아있었다면 공동 수상을 했을 거라고 생각하느냐’라는 질문에 ‘네, 그렇게 생각합니다’라고 말했다.

## 일화

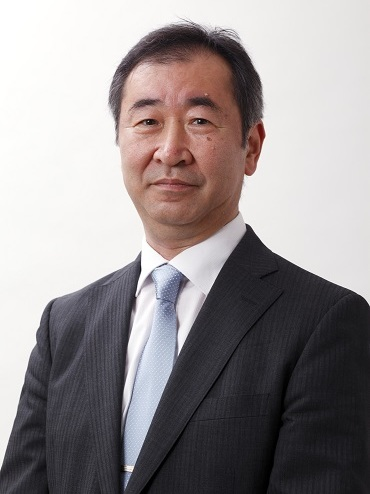
일본 학술 회의 제공 사진(2020년)

자신에 대해 “성실하고 낙관적인 성격이기 때문에 연구를 계속 맡겨졌다”라고 말했다. 부인이나 동료 시오자와 마사토 교수, 공동 연구자인 나카야 쓰요시 교수 등에 의하면 냉정하고 감정을 드러내는 일이 거의 없으며, 온후한 성격에 화를 내는 것을 본 적이 없다고 한다. 지도 교관인 고시바 마사토시는 겸손하고 소극적이어서 학생 시절에는 토론이나 논의를 할 때 그다지 활발하게 발언하진 않았지만 실험에는 열심히 몰두했다고 말한다.
중학교 시절의 담임 교사에 의하면 스승의 말을 잘 듣는 솔직한 아이였지만, 온화하고 소극적인 성격이었기에 수업 중엔 적극적으로 발언한 적은 없었다고 한다. 취미는 없고 음주나 흡연도 하지 않은 편인데다 휴일은 도야마현 도야마시의 자택에서 잠을 자는 일이 많았다고 한다. 또한 텔레비전을 통해 뉴스를 시청한다고 했다. 어린 시절에는 부모에게서 지도받을 정도로 독서를 좋아했는데 혼자 숨어서 책을 읽었다고 한다.
후진 양성을 위해 도쿄 대학이나 도쿄 이과대학에서 교편을 잡는 것 외에도 모교인 사이타마 현립 가와고에 고등학교에서도 수업이나 물리부의 지도를 실시하고 있다.

## 주요 경력
- 1971년 : 히가시마쓰야마 시립 노모토 초등학교 졸업
- 1974년 : 히가시마쓰야마 시립 미나미 중학교 졸업
- 1977년 : 사이타마 현립 가와고에 고등학교 졸업
- 1981년 : 사이타마 대학 이학부 물리학과 졸업
- 1983년 : 도쿄 대학 대학원 이학계 연구과 물리학 전공 박사 전기 과정 수료
- 1986년 : 도쿄 대학 대학원 이학계 연구과 물리학 전공 박사 후기 과정 수료, 《Search for nucleon decays into anti-neutrino plus mesons(반중성미자와 중간자로의 핵자붕괴의 탐색)》이라는 논문으로 이학박사 학위 취득(도쿄 대학, 1986년)
- 1986년 : 도쿄 대학 이학부 부속 소립자 물리 국제 연구 센터 조수[31]
- 1988년 : 도쿄 대학 우주선연구소 조수
- 1992년 : 도쿄 대학 우주선연구소 조교수
- 1999년 : 도쿄 대학 우주선연구소 교수, 동 연구소 부속 우주 중성미자 관측 정보 융합 센터장[5]
- 2007년 : 도쿄 대학 국제고등연구소 우주 물리 수학 연구소 주임 연구원[32] 겸직
- 2008년 : 도쿄 대학 우주선연구소장
- 2015년 : 사이타마 대학 펠로[33]
- 2016년 : 도쿄 대학 특별영예교수[10]
- 2017년 : 도쿄 대학 탁월교수[34], 제24기 일본 학술 회의 회원[35]
- 2017년 : 아사히상 선정위원
- 2020년 : 제25기 일본 학술 회의 회원, 동 회장[13]

### 명예 박사 학위
- 2017년 : 베른 대학교 명예 물리학박사[36]

## 수상 경력
- 1987년 : 아사히상(‘가미오카 관측 그룹’[주 1] 으로서의 수상)[2]
- 1989년 : 브루노 로시상(‘가미오칸데 실험팀’으로서의 수상)[3]
- 1998년 : 아사히상(‘슈퍼 가미오칸데 관측 그룹’[주 2] 으로서의 수상)[37]
- 1999년 : 제45회 니시나 기념상[38]
- 2002년 : 파노프스키상(미국)[4]
- 2010년 : 제1회 도쓰카 요지상[39]
- 2012년 : 일본 학사원상[5][6]
- 2013년 : 율리우스 베스상[40][41]
- 2015년 : 노벨 물리학상[7]
- 2016년 : 기초물리학상[8]
- 2016년 : 주니치 문화상[42][43][44]

### 상훈·영예
- 2015년 : 문화훈장·문화공로자[28]
- 2015년 : 사이타마현민 영예장
- 2015년 : 히가시마쓰야마시 명예시민[45]
- 2015년 : 사이타마시민 영예상
- 2015년 : 고시가야시 명예시민[46]
- 2015년 : 가시와시민 특별공로상
- 2015년 : 기후현민 영예 대상
- 2015년 : 히다시 명예시민
- 2015년 : 도야마시 명예시민[47]
- 2016년 : 가와고에시민 영예상
- 2017년 : 제4회 버클리 일본상

## 주요 저서

### 저서
- 가지타 다카아키 (2015년). 《ニュートリノで探る宇宙と素粒子》 [중성미자로 찾는 우주와 소립자]. 헤이본샤. ISBN 978-4-582-50305-0.

### 공저
- 히라바야시 히사시; 마스카와 도시히데; 가지타 다카아키; 아키미쓰 준; 긴바야시 고; 다테이시 마사아키; 마루야마 다케토 (2003년). 《自然の謎と科学のロマン （上）》 [자연의 수수께끼와 과학의 낭만(상)]. 신일본 출판사.

## 논문

### 단독 저자
- “カミオカンデにおける大気ニュートリノ観測の最新結果” [가미오칸데에 있어서의 대기 중성미자 관측 최신 결과]. 《일본 물리학회지》 49 (12). 1994.
- “スーパーカミオカンデにおけるニュートリノの観測” [슈퍼 가미오칸데에 있어서의 중성미자 관측]. 《일본 물리학회지》 52 (11). 1997.
- “ニュートリノの質量―スーパーカミオカンデの大気ニュートリノ観測から” [중성미자의 질량: 슈퍼 가미오칸데의 대기 중성미자 관측으로부터]. 《과학》 (이와나미 쇼텐) 68 (3). 1998.
- “大気ニュートリノの異常とニュートリノ振動” [대기 중성미자의 이상과 중성미자 진동]. 《패리티》 (마루젠) 13 (3). 1998.
- “ニュートリノ振動の証拠：スーパーカミオカンデにおける大気ニュートリノの観測から” [중성미자 진동의 증거: 슈퍼 가미오칸데에 있어서의 대기 중성미자 관측으로부터]. 《일본 물리학회지》 53 (10). 1998.
- “ニュートリノの質量の発見―素粒子の標準理論を越える物理への第一歩” [중성미자 질량의 발견: 소립자의 표준 이론을 넘는 물리에의 첫걸음]. 《과학》 (이와나미 쇼텐) 69 (2). 1999.
- “ニュートリノ振動と質量―大気ニュートリノと太陽ニュートリノ” [중성미자 진동과 질량 - 대기 중성미자와 태양 중성미자]. 《패리티》 (마루젠) 14 (4). 1999.
- “ニュートリノや宇宙線をどのように見るか” [중성미자와 우주선을 어떻게 보는가]. 《가시화정보 학회지》 19. 1999.
- “スーパーカミオカンデにおける大気ニュートリノの観測とニュートリノの質量の証拠” [슈퍼 가미오칸데에 있어서의 대기 중성미자 관측과 중성미자 질량의 증거]. 《천문 월보》 (일본 천문학회) 92 (8). 1999.
- “巨大地下実験装置「スーパーカミオカンデ」” [거대 지하 실험 장치 ‘슈퍼 가미오칸데’]. 《특수강》 49 (7). 2000.
- “ニュートリノ天文学” [중성미자 천문학]. 《학술 월보》 (일본 학술진흥회) 56 (2). 2003.
- “大気ニュートリノ振動の発見” [대기 중성미자 진동의 발견]. 《일본 물리학회지》 58 (5). 2003.

### 공저
- 아리사카 가쓰시; 후지이 다다오; 가지타 다카아키; 고시바 마사토시; 외 (1981). “陽子崩壊実験I：モンテカルロ計算” [양자 붕괴 실험 I: 몬테카를로 계산]. 《일본 물리학회 연회예고집》 36 (1).
- 아리사카 가쓰시; 후지이 다다오; 가지타 다카아키; 고시바 마사토시; 외 (1981). “陽子崩壊実験II：20インチ光電子倍増管テスト” [양자 붕괴 실험 II: 20인치 광전자 배증관 테스트]. 《일본 물리학회 연회예고집》 36 (1).
- 나카무라 겐조; 가지타 다카아키 (1988). “陽子の崩壊-バリオン数の非保存” [양자의 붕괴 - 중입자수의 비보존]. 《수리과학》 (사이언스사) 26 (11).
- 도쓰카 요지; 가지타 다카아키 (1993). “超新星ニュートリノの観測” [초신성 중성미자의 관측]. 《수리과학》 (사이언스사) 31 (1).
- Kearns Edward; 가지타 다카아키; 도쓰카 요지 (1999). “ニュートリノの質量の発見” [중성미자 질량의 발견]. 《닛케이 사이언스》 29 (10).

## 같이 보기
- 고시바 마사토시
- 도쓰카 요지

### 주해
1. ↑  대표자는 고시바 마사토시이다.
2. ↑  대표자는 도쓰카 요지이다.

### 출전
1. 1 2  “ノーベル賞：物理学賞に梶田氏 ニュートリノに質量実証” (일본어). 마이니치 신문사. 2015년 10월 7일에 원본 문서에서 보존된 문서. 2015년 10월 6일에 확인함.
2. 1 2  “아사히상 - 과거 수상자 일람” (일본어). 아사히 신문사. 2015년 10월 9일에 확인함.
3. 1 2  “HEAD ASS Rossi Prize Winners” (영어). 미국 천문학회. 2015년 10월 9일에 확인함.
4. 1 2  “Prize Recipient” (영어). 미국 물리학회. 2015년 10월 9일에 확인함.
5. 1 2 3 4  “梶田隆章”. 《디지털판 일본인명대사전+Plus》 (일본어). 고단샤. 2009. 2015년 10월 7일에 확인함.
6. 1 2  “恩賜賞・日本学士院賞・日本学士院エジンバラ公賞授賞一覧 第102回” (일본어). 일본 학사원. 2015년 10월 6일에 확인함.
7. 1 2 3 4 5  “The Nobel Prize in Physics 2015” (영어). Nobel Media AB. 2015년 10월 6일에 확인함.
8. 1 2  “Takaaki Kajita and the Super K Collaboration” (영어). 기초물리학상재단. 2015년 11월 24일에 확인함.
9. 1 2  니치가이 어소시에이츠, 편집. (2002년 1월 28일), 《신정 현대 일본인명록 2002》 (일본어), 니치가이 어소시에이츠, 1876쪽
10. 1 2  “東京大学特別栄誉教授”. 도쿄 대학. 2016년 7월 25일에 확인함.
11. ↑  “メンバー”. 《우주 중성미자 관측 정보 융합 센터》 (일본어). 도쿄 대학 우주선연구소. 2015년 10월 18일에 원본 문서에서 보존된 문서. 2015년 10월 16일에 확인함.
12. ↑  “ノーベル物理学賞の梶田氏「宇宙の謎解きに若い人は参加を」”. 아사히 신문 디지털. 2015년 10월 7일. 2020년 2월 27일에 확인함.
13. 1 2  JAPAN, SCIENCE COUNCIL OF. “日本学術会議ホームページ - 内閣府”. 《일본 학술 회의》 (일본어). 2020년 10월 1일에 확인함.
14. ↑  “梶田さん 小さい頃の憧れは「お茶の水博士」” (일본어). NHK. 2015년 10월 7일. 2015년 12월 8일에 원본 문서에서 보존된 문서. 2015년 12월 1일에 확인함.
15. 1 2  
“祝!  ノーベル物理学賞  梶田隆章先生の恩師からのコメント” (일본어). 히가시마쓰야마시. 2015년 11월 17일. 2015년 12월 8일에 원본 문서에서 보존된 문서. 2015년 12월 1일에 확인함.
16. 1 2  
“祝! ノーベル物理学賞 梶田隆章先生のご両親からのコメント” (일본어). 히가시마쓰야마시. 2015년 11월 17일. 2015년 12월 8일에 원본 문서에서 보존된 문서. 2015년 12월 1일에 확인함.
17. 1 2  “「予想外の結果」きっかけ＝目立たない子、物理学のとりこに－ノーベル賞”. 《지지 닷컴》 (일본어) (지지 통신사). 2015년 10월 6일. 2015년 10월 6일에 원본 문서에서 보존된 문서. 2015년 10월 6일에 확인함.
18. ↑  “ノーベル賞・梶田隆章教授に高校生記者が聞く 高校の勉強の先に広がる、ワクワクする学問の世界” (일본어). 고교생 신문. 2015년 11월. 2015년 12월 8일에 원본 문서에서 보존된 문서. 2015년 12월 1일에 확인함.
19. 1 2  “副将同士、弓道部けん引 大学時代の梶田さん夫妻” (일본어). 니혼케이자이 신문. 2015년 10월 7일. 2015년 10월 16일에 확인함.
20. ↑  “埼玉の農家の生まれ 弓道打ち込み、理数系の成績トップクラス”. 《산케이 뉴스》 (일본어) (산케이 신문). 2015년 10월 6일. 2015년 10월 16일에 확인함.
21. ↑  “「先生は怖かった」 師匠・小柴昌俊さんとつかんだ栄誉”. 《산케이 뉴스》 (일본어) (산케이 신문). 2015년 10월 6일. 2015년 10월 16일에 확인함.
22. ↑  “梶田隆章 教授” (일본어). 도쿄 대학 기금. 2015년 10월 8일에 원본 문서에서 보존된 문서. 2015년 10월 7일에 확인함.
23. ↑  “ノーベル賞、梶田隆章さん「認められるまで、自分の道が正しいと思って頑張った」” (일본어). 허핑턴 포스트. 2015년 10월 6일. 2015년 10월 7일에 원본 문서에서 보존된 문서. 2015년 10월 6일에 확인함.
24. 1 2  “ノーベル賞：梶田さん「消去法」で科学への道” (일본어). 마이니치 신문사. 2015년 10월 7일. 2015년 11월 8일에 원본 문서에서 보존된 문서. 2015년 10월 7일에 확인함.
25. ↑  고시바 마사토시 (2002년 11월 21일). 《ニュートリノ天体物理学入門》. 고단샤 블루박스 (일본어). 고단샤. ISBN 978-4062573948.
26. ↑  고시바 마사토시 (2010년 1월 21일). 《ニュートリノの夢》. 이와나미 주니어 신서 (일본어). 이와나미 문고. ISBN 978-4005006465.
27. ↑  도쓰카 요지 (2011년 6월 10일).  다치바나 다카시, 편집. 《がんと闘った科学者の記録》. 분슌분코 (일본어). 분게이슌주. ISBN 978-4167801359.
28. 1 2  “平成２７年秋の叙勲等” (일본어). 내각부. 2015년 11월 3일. 2015년 11월 7일에 원본 문서에서 보존된 문서. 2015년 11월 4일에 확인함.
29. ↑  “【感動秘話】ノーベル物理学賞に残された「もう一枠」～梶田隆章さんが師と仰ぐ戸塚洋二氏の功績とは” (일본어). 슈칸 겐다이. 2015년 10월 24일. 2015년 12월 29일에 확인함.
30. ↑  “物理学特別講義３ーＢ (9962321)” (일본어). 도쿄 이과대학 이공학부 물리학과. 2015년 10월 16일에 확인함.[깨진 링크(과거 내용 찾기)]
31. ↑  “楽しむ科学教室” (일본어). 공익 재단법인 헤이세이 기초과학재단. 2016년 3월 5일에 원본 문서에서 보존된 문서. 2015년 10월 7일에 확인함.
32. ↑  “研究者” (일본어). 도쿄 대학 국제고등연구소 우주 물리 수학 연구소. 2015년 10월 21일에 확인함.
33. ↑  ノーベル物理学賞受賞　梶田隆章先生　母校埼玉大学へ凱旋！ 보관됨 2017-12-22 - 웨이백 머신 - 사이타마 대학, 2015년 11월 2일
34. ↑  東京大学初の「卓越教授」決定 (本部人事給与課) - 도쿄 대학, 2017년 3월 23일
35. ↑  「第24期日本学術会議会員 - 일본 학술 회의
36. ↑  “Honors”. University of Bern. 2017. 2018년 1월 8일에 원본 문서에서 보존된 문서. 2019년 10월 10일에 확인함.
37. ↑  “아사히상 - 과거 수상자 일람” (일본어). 아사히 신문사. 2015년 10월 9일에 확인함.
38. ↑  “니시나 기념상” (일본어). 니시나 기념재단. 2015년 10월 6일에 확인함.
39. ↑  “★第１回「折戸周治賞」「戸塚洋二賞」選考結果発表” (일본어). 헤이세이 기초과학재단. 2016년 3월 6일에 원본 문서에서 보존된 문서. 2015년 10월 9일에 확인함.
40. ↑  “梶田隆章主任研究員がユリウス・ヴェス賞を受賞” (일본어). 도쿄 대학 국제고등연구소 우주 물리 수학 연구소. 2013년 11월 27일. 2016년 6월 21일에 원본 문서에서 보존된 문서. 2016년 6월 3일에 확인함.
41. ↑  “Julius Wess Award 2013” (영어). KIT Center Elementary Particle and Astroparticle Physics (KCETA). 2016년 6월 3일에 확인함.
42. ↑  “第６６回～第６９回受賞者:中日文化賞:表彰事業:中日新聞社から” (일본어). 주니치 신문. 2016년 5월 3일. 2016년 3월 17일에 원본 문서에서 보존된 문서. 2016년 6월 3일에 확인함.
43. ↑  “第６１回～第７０回受賞者:中日文化賞:表彰事業:中日新聞社から”. 주니치 신문. 2019년 5월 25일에 원본 문서에서 보존된 문서. 2022년 6월 7일에 확인함.
44. ↑  “中日文化賞　東京大学　宇宙線研究所所長　梶田隆章氏”. 《주니치 신문 Web》. 2016년 5월 3일. 2022년 6월 7일에 확인함.
45. ↑  “ノーベル物理学賞受賞 梶田隆章先生 東松山市名誉市民称号授与式 記念講演会”. 히가시마쓰야마시. 2018년 8월 19일에 원본 문서에서 보존된 문서. 헤이세이 28년(2016년) 1월 13일(수요일)에 확인함.
46. ↑  “越谷市名誉市民”. 《고시가야시》. 2022년 8월 12일에 확인함.
47. ↑  “富山市名誉市民” (PDF). 《도야마시》. 2022년 8월 11일에 확인함.